# CPM Croix
Der Club des Patineurs de la Métropole war eine französische Eishockeymannschaft aus Croix, die in ihrer aktiven Zeit von 1966 bis 1991 unter anderem in der höchsten französischen Eishockeyspielklasse spielte. 

## Geschichte
Der CPM Croix wurde 1966 gegründet. In den folgenden 25 Jahren spielte der Verein regelmäßig in der höchsten französischen Eishockeyspielklasse. Nach dem Abstieg in der Saison 1978/79 gelang dem Verein nicht mehr der Wiederaufstieg und er wurde 1991 – mittlerweile drittklassig spielend – aufgelöst. 
In den Jahren 1975 und 1978 erreichte das Team zudem jeweils das Finale der Coupe de France, des nationalen Pokalwettbewerbs.